# Lista de monarcas da Bulgária

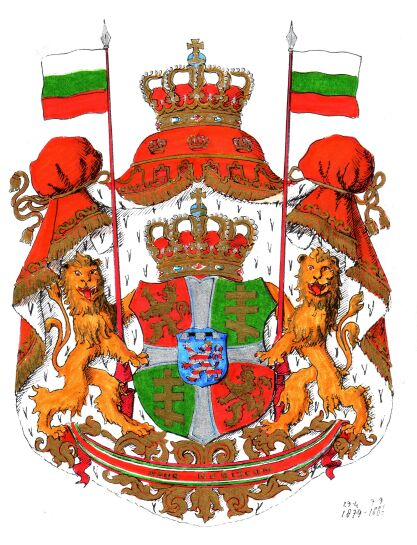
Armas do Principado da Bulgária, 1879-1886

Esta é uma lista de de monarcas búlgaros desde os registros mais antigos da Nominália dos Cãs Búlgaros, até 1946, quando a monarquia da Bulgária foi abolida. Ao longo dos séculos, os monarcas búlgaros tiveram vários títulos, que variam de cã (pela influência mongol), príncipe, até tsar (ou rei).

## Reis míticos (153–605)
- Avitocol: período epônimo (153–453)  (possivelmente Átila, o Huno)
- Hernaco (ou Irnique): período epônimo (453–503)
- Gostum: regente (?) (603–605)
- Cubrato: (605–665)
- Beano: (665–668)

## Primeiro Império Búlgaro

### Dinastia Dulo
| # | Imagem | Nome      | Início do reinado | Fim do reinado | Observações                      |
| - | ------ | --------- | ----------------- | -------------- | -------------------------------- |
| 1 |        | Asparuque | 681               | 701            | Primeiro cã da Bulgária          |
| 2 |        | Tervel    | 701               | 721            |                                  |
| 3 |        | Cormésio  | 721               | 738            |                                  |
| 4 |        | Sevar     | 738               | 753            | Possivelmente assassinado em 753 |

### Anarquia durante o Primeiro Império
| #  | Imagem | Nome               | Início do reinado | Fim do reinado | Observações |
| -- | ------ | ------------------ | ----------------- | -------------- | --- |
| 5  |        | Cormiso (Kormisoš) | 753               | 756            | Da Dinastia Vokil, em seu reinado se inicia um período de instabilidade política na Bulgária. Foi deposto em 756. |
| 6  |        | Vineque            | 756               | 762            | Da Dinastia Vokil, foi assassinado em 762.                                                                        |
| 7  |        | Teletzes           | 762               | 765            | Da Dinastia Ugain, foi assassinado em 765.                                                                        |
| 8  |        | Sabino (Sabin)     | 765               | 766            | Casado com uma Vokil, foi deposto em 766 e fugiu para Constantinopla.                                             |
| 9  |        | Umor               | 766               | 766            | Da Dinastia Vokil, governou por apenas 40 dias. Acredita-se que tenha fugido para Constantinopla.                 |
| 10 |        | Tócto              | 766               | 767            | Da Dinastia Ugain, foi assassinado pelos seus opositores.                                                         |
| 11 |        | Pagão (Pagan)      | 767               | 768            | Assassinado pelos seus servos em Varna .                                                                          |
| 12 |        | Telerigue          | 768               | 777            | Da Dinastia Dulo, fugiu para Constantinopla em 777.                                                               |
| 13 |        | Cardamo            | 777               | 803            | Da Dinastia Dulo(?). Término da crise políca e estabilização/consolidação do Império.                             |

### Dinastia Dulo
| #  | Imagem | Nome                    | Início do reinado  | Fim do reinado     | Observações |
| -- | ------ | ----------------------- | ------------------ | ------------------ | --- |
| 14 |        | Crum, o Horrível        | 803                | 13 de abril de 814 | Introduziu as primeiras leis escritas na Bulgária. Derrotou e matou Nicéforo I, o Logóteta na Batalha de Plisca. |
| 15 |        | Omortague, o Construtor | 13 de abril de 814 | 831                | Assinou um Tratado de Paz de 30 anos com o Império Bizantino. É conhecido também pela sua perseguição aos cristãos e pela reforma administrativa do Império no seu reinado. |
| 16 |        | Malamir, o Construtor   | 831                | 836                | Assinou um Tratado de Paz de 30 anos com o Império Bizantino. É conhecido também pela sua perseguição aos cristãos e pela reforma administrativa do Império no seu reinado. |
| 17 |        | Presiano I (Presian)    | 836                | 852                | No reinado de Presiano, a Macedônia foi quase toda ocupada pelo Império Búlgaro. |
| 18 |        | Bóris I                 | 852                | 889                | Adota-se o Búlgaro antigo como língua oficial do Estado e da Igreja Búlgara. Dá-se a cristianização da Bulgária, sendo ele próprio batizado como Miguel (Mihail). Abdicou em 889 para ser monge. Falece em 907. |
| 19 |        | Vladimir                | 889                | 893                | Foi deposto e cegado pelo próprio pai, Bóris I. |
| 20 |        | Simão I, o Grande       | 893                | 27 de maio de 927  | Irmão de Vladimir. Preparado para ser monge, foi eleito príncipe pelo conselho de Preslav. Durante o seu reinado, a Bulgária atinge o seu apogeu cultural e territorial. Autoproclamado imperador (tsar) a partir de 913. |
| 21 |        | Pedro I                 | 27 de maio de 927  | 969                | Filho de Simão. O seu reinado de 42 anos é o mais longo da história búlgara. Abdicou em 969 e morreu como monge em 970. |
| 22 |        | Bóris II                | 969                | 977                | Filho de Pedro I. Em 971, foi capturado pelo imperador bizantino João I Tzimisces. Libertado, terminou assassinado acidentalmente por militares búlgaros quando tentava regressar ao país. Como só teve filhas, não teve sucessão direta no trono. |
| 23 |        | Romano I                | 977                | 997                | Irmão de Bóris II. Foi capturado em 971 juntamente com o seu irmão. Para evitar descendentes que pudessem suceder no trono búlgaro, Romano é castrado. Ao contrário do seu irmão (que fora assassinado), é reconhecido pelos militares e aclamado imperador da Bulgária (apesar da lei proibir eunucos no trono). Em 991, foi capturado novamente pelo imperador bizantino Basílio II Bulgaróctono e morreu numa prisão em Constantinopla seis anos depois. |

### Dinastia dos cometópulos
| #  | Imagem | Nome                             | Início do reinado    | Fim do reinado       | Observações |
| -- | ------ | -------------------------------- | -------------------- | -------------------- | --- |
| 24 |        | Samuel (Samuil)                  | 997                  | 6 de outubro de 1014 | General durante o governo de Romano. É proclamado imperador em 997. |
| 25 |        | Gabriel Radomir (Gavril Radomir) | 6 de outubro de 1014 | Setembro de 1015     | Filho de Samuel, foi assassinado em 1015 pelo seu primo João Vladislau. |
| 26 |        | João Vladislau (Ivan Vladislav)  | Setembro de 1015     | Fevereiro de 1018    | Sobrinho de Samuel. Assassinado durante o cerco de Dirráquio. |
| 27 |        | Presiano II (Presian)            | Fevereiro de 1018    | 1018                 | Planejava se casar com Teodora, filha do imperador Constantino VIII para usurpar o trono bizantino, mas o seu plano foi descoberto e ele foi forçado a abdicar. Foi cegado, tonsurado e confinado num mosteiro. Morreu em 1060-1061. Império foi extinto. |

### Líderes em revolta contra o Império Bizantino
| #  | Imagem | Nome                                   | Início do reinado | Fim do reinado | Observações |
| -- | ------ | -------------------------------------- | ----------------- | -------------- | --- |
| ** |        | Pedro II Deliano (Petar)               | 1040              | 1041           | Pedro se declara descendente de Gabriel Radomir, dos cometópulos, durante uma revolta e é proclamado imperador. Foi derrotado pelos bizantinos.                |
| ** |        | Pedro III (Constantino Bodino) (Petar) | 1072              | 1072           | Foi proclamado imperador em 1072 durante a revolta de Jorge, o Boitaco em 1072, mas foi derrotado pelos bizantinos. Morreu como rei de Zeta por volta de 1106. |

## Segundo Império Búlgaro
Segundo Império Búlgaro:

### Dinastia Asen
| #   | Imagem | Nome                            | Início do reinado   | Fim do reinado      | Observações                                                                                             |
| --- | ------ | ------------------------------- | ------------------- | ------------------- | --- |
| 28* |        | Pedro IV (Todor Petar)          | 1185                | 1197                | Depois de uma vitoriosa revolta liderada por ele e João Asen, ambos reinaram juntos.                    |
| 28* |        | João Asen I (Ivan Asen)         | 1189                | 1196                | Depois de uma vitoriosa revolta liderada por ele e Teodoro Pedro, ambos reinaram juntos.                |
| 29  |        | João I, o Bom (Joanitzes)       | 1196                | 1207                | |
| 29  |        | Boril                           | 1207                | 1218                | Morreu depois de 1218.                                                                                  |
| 30  |        | João Asen II (Ivan Asen)        | 1218                | 24 de junho de 1241 | Restaurou o Patriarcado da Bulgária em 1235.                                                            |
| 31  |        | Colomano I Asen (Kaliman)       | 24 de junho de 1241 | 1246                | |
| 32  |        | Miguel Asen I (Mikhail)         | 1246                | 1256                | Também denominado Miguel II Asen. Foi assassinado por Colomano II.                                      |
| 33  |        | Colomano II Asen (Kaliman)      | 1256                | 1256                | |
| 34  |        | Mitzes Asanes                   | 1256                | 1257                | Morreu no exílio antes de 1277-1278.                                                                    |
| 35  |        | Constantino Tico I (Konstantin) | 1257                | 1277                | Filho de Tico                                                                                           |
| 36  |        | Miguel Asen II (Mihail)         | 1277                | 1279                | Filho de Constantino Tico I, Reinou como coimperador a partir de 1272. Morreu no exílio depois de 1302. |
| 37  |        | Lacanas                         | 1278                | 1279                | Usurpador                                                                                               |
| 38  |        | João Asen III (Ivan)            | 1279                | 1280                | Último governante da dinastia Asen, morreu no exílio em 1303.                                           |

### Dinastia Tertere usurpadores
| #  | Imagem | Nome                          | Início do reinado | Fim do reinado | Observações                                                                               |
| -- | ------ | ----------------------------- | ----------------- | -------------- | ----------------------------------------------------------------------------------------- |
| 39 |        | Jorge Terter I (Georgi)       | 1280              | 1292           | Fundador da dinastia Terter, morreu entre 1308 e 1309.                                    |
| 40 |        | Emiltzos                      | 1292              | 1298           | Usurpador                                                                                 |
| 41 |        | João II (Ivan)                | 1298              | 1299           | Usurpador. Morreu monge antes de 1330                                                     |
| 42 |        | Tzacas                        | 1299              | 1300           | Usurpador                                                                                 |
| 43 |        | Teodoro Esfendóstlabo (Todor) | 1300              | 1322           | Da dinastia Terter, reinou como coimperador do pai, Jorge I Terter, entre 1285 e 1289.    |
| 44 |        | Jorge Terter II (Georgi)      | 1322              | 1323           | Último governante da dinastia Terter, reinou como coimperador do pai a partir de 1321 (?) |

### Dinastia Sismanese adinastia Esracimir
| #  | Imagem | Nome                               | Início do reinado   | Fim do reinado          | Observações |
| -- | ------ | ---------------------------------- | ------------------- | ----------------------- | --- |
| 45 |        | Miguel Asen III Sismanes (Mikhail) | 1323                | 31 de julho de 1330     | Fundador da dinastia Sismanes.                                                                                              |
| 46 |        | João Estêvão (Ivan Stefan)         | 31 de julho de 1330 | 1331                    | Filho de Miguel Sismanes, reinou como coimperador do pai entre 1323 e 1324. Morreu no exílio depois de 1343.                |
| 47 |        | João Alexandre (Ivan Aleksandăr)   | 1331                | 17 de fevereiro de 1371 | Sobrinho de Miguel Sismanes, fundou o ramo dos Esracimir.                                                                   |
| 48 |        | Miguel Asen IV (Mikhail)           | **                  | **                      | Filho de João Alexandre, dos Esracimir, reinou como coimperador do pai entre 1332 e 1355.                                   |
| ** |        | João Esracimir (Ivan Sratsimir)    | 1337                | 17 de fevereiro de 1371 | Filho de João Alexandre, dos Esracimir, reinou como coimperador do pai de 1337 até 1356. Vide Czarado de Vidin              |
| ** |        | João Asen IV (Ivan) ???            | **                  | **                      | Filho de João Alexandre, dos Esracimir, reinou como coimperador do pai entre 1337 e 1349                                    |
| ** |        | João Sismanes (Ivan Šišman)        | 1359                | 17 de fevereiro de 1371 | Filho de João Alexandre, dos Esracimir, reinou como coimperador do pai de 1359 até a morte dele em 17 de fevereiro de 1371. |

#### Czarado de Tarnovo
| #   | Imagem | Nome                        | Início do reinado       | Fim do reinado     | Observações |
| --- | ------ | --------------------------- | ----------------------- | ------------------ | --- |
| 49* |        | João Sismanes (Ivan Šišman) | 17 de fevereiro de 1371 | 3 de junho de 1395 | A partir de 17 de fevereiro de 1371 reinou como imperador em Tarnovo. Seu meio-irmão, João Esracimir, se declarou imperador em Vidin e reinou em paralelo. |
| **  |        | João Asen V (Ivan)          | **                      | **                 | Filho de João Alexandre, dos Esracimir, provavelmente se converteu ao islã. coimperador com João Esracimir até 1388.                                       |

#### Czarado de Vidin
| #   | Imagem | Nome                            | Início do reinado       | Fim do reinado | Observações |
| --- | ------ | ------------------------------- | ----------------------- | -------------- | --- |
| 49* |        | João Esracimir (Ivan Sratsimir) | 17 de fevereiro de 1371 | 1397           | Filho de João Alexandre, dos Esracimir, reinou como imperador a partir de Vidin depois da morte do pai em 17 de fevereiro de 1371. Seu meio-irmão, João Sismanes, reinou em paralelo a partir de Tarnovo. |
| 53  |        | Constantino II (Konstantin)     | 1397                    | 1422           | Filho de João Esracimir, governou no exílio. Em 1422, o Segundo Império Búlgaro foi extinto e seu território foi incorporado pelo Império Otomano.                                                        |

## Domínio Otomano
- Domínio do Império Otomano (1393–1878)

## Principado da Bulgária
Principado da Bulgária:

### Casa de Battenberg
| # | Imagem          | Nome                  | Início do Reinado   | Fim do Reinado         | Observações                                                                                |
| - | --------------- | --------------------- | ------------------- | ---------------------- | ------------------------------------------------------------------------------------------ |
| 1 | 175.99x175.99px | Alexandre (Alexander) | 29 de Abril de 1879 | 07 de Setembro de 1886 | Foi eleito como o príncipe - regente da Bulgária, porém era um vassalo do Império Otomano. |

Interregno (08 de Setembro de 1886 - 07 de Julho de 1887)

### Casa de Saxe-Coburgo-Gota-Koháry
| # | Imagem | Nome                 | Início do Reinado   | Fim do Reinado        | Obeservações                                                                              |
| - | ------ | -------------------- | ------------------- | --------------------- | ----------------------------------------------------------------------------------------- |
| 2 |        | Fernando (Ferdinand) | 07 de Julho de 1886 | 05 de Outubro de 1908 | Foi um vassalo do Império Otomano, até a independência do País, em 05 de Outubro de 1908. |

## Terceiro Estado Bulgaro
Reino da Bulgária

### Casa de Saxe-Coburgo-Gota-Kohary
| # | Imagem            | Nome                  | Início do Reiado      | Fim do Reinado         | Observações       |
| - | ----------------- | --------------------- | --------------------- | ---------------------- | ----------------- |
| 3 | 197.986x197.986px | Fernando (Ferdinand)  | 05 de Outubro de 1908 | 03 de Outubro de 1918  | Abdiciou em 1918. |
| 4 | 177.986x177.986px | Boris III (Boris III) | 03 de Outubro de 1918 | 28 de Agosto de 1943   |                   |
| 5 | 148.993x148.993px | Simeão II (Simeon)    | 28 de Agosto de 1943  | 15 de Setembro de 1946 |                   |

monarquia abolida em 1946

## Tsar titular da Bulgária
Lista de Tsares pretendentes em uma eventual volta da monarquia.
- Simeão II (1946–atual) (Simeon)

## Nota
De acordo com uma polêmica fonte dos búlgaros do Volga do século XVII, os primeiros chefes búlgatos usavam o título de baltavar, que provavelmente significa "soberanos dos ávaros", apesar de ser uma etimologia especulativa. Os monarcas também adotaram o título mongol-túrquico de cã e certamente grão-cã, mas o título era tratado como kanasybigi nas traduções búlgaras, como arkhōn (i.e., "arconte") na tradução grega e como rex em latim.